# Абдалла ибн Мутаиб Аль Сауд
Принц Абдалла ибн Мутаиб ибн Абдалла Аль Сауд (араб. عبد الله بن متعب آل سعود‎; род. 13 октября 1984, Лондон) — член правящей семьи Саудовской Аравии, призёр Олимпийских игр по конному спорту.

## Биография
Его отец принц Мутаиб (сын принца Абдаллы ибн Абдель-Азиза Аль Сауда, который в 2005—2015 годах был королём Саудовской Аравии), был комендантом строящейся военной базы имени короля Халеда (на северо-востоке Саудовской Аравии; впоследствии сыграла важную роль в вооружённых конфликтах на Ближнем Востоке). Принц Абдалла окончил юридический факультет университета имени короля Сауда.
С 2002 года принц Абдалла начал выступать на международных состязаниях по конному спорту. В 2006 году он завоевал золотую медаль Азиатских игр. В 2008 году на Олимпийских играх в Пекине он не смог завоевать медалей, но в 2012 году на Олимпийских играх в Лондоне стал обладателем бронзовой медали.